# ヒロハヒルガオ
ヒロハヒルガオ（広葉昼顔、学名: Calystegia sepium）は、ヒルガオ科ヒルガオ属のつる性多年草である。

## 特徴
ヒロハヒルガオは、日本を含む温帯地域に広く分布する多年生のつる植物である。葉が比較的広いことが特徴で、一般的なヒルガオ（Calystegia japonica）と比較すると大きく、基部が矢じり型をしている。
花は淡いピンク色や白色で、直径5cmから7cm程度の漏斗状である。朝に開花し、昼ごろにはしぼむ性質を持つ。開花時期は6月から9月で、夏から秋にかけて観察される。

## 分布と生息地
ヒロハヒルガオは、アジア、ヨーロッパ、北アメリカなどの温帯地域に自生しており、特に湿った草地や河川敷、道端などに多く見られる。水辺や農耕地周辺にも広がりやすく、繁殖力が強い。

## 生態
地下茎を持ち、地面を這うように成長しながらつるを伸ばし、他の植物や支柱に巻きつくことで高さを確保する。昆虫による受粉が行われるが、繁殖力が強く、地下茎による栄養繁殖でも増える。

## 利用
観賞用として庭やフェンスに植えられることがあるが、繁殖力が強いため管理が必要である。一部地域では、雑草として扱われることもある。

## 類似種との違い
ヒルガオ（Calystegia japonica）とは葉の形や大きさが異なり、ヒロハヒルガオの葉のほうが幅広くなる傾向がある。また、セイヨウヒルガオ（Calystegia sepium）と同じ種とされることもあるが、地域によって分類が異なることがある。